# Salvatore Mancuso
Salvatore Mancuso Gómez, conocido también por los alias del Mono Mancuso, Santander Lozada o Triple Cero (Montería, 17 de agosto de 1964), es un exnarcotraficante y exjefe paramilitar colombiano, excomandante de las Autodefensas Unidas de Colombia (AUC); desmovilizado en 2005 y extraditado a Estados Unidos en 2008, volvió a Colombia en 2024 y se acogió a la Jurisdicción Especial para la Paz (JEP).
En 2020, tras cumplir su condena en EE. UU., el gobierno de Colombia a solicitud de las autoridades judiciales de Justicia y Paz pidió que Mancuso fuera llevado a Colombia para ser juzgado, sin embargo, en 2019 una juez del Tribunal Superior de Bogotá ordenó su libertad.
Actualmente Mancuso está acusado de cometer 75 000 crímenes en territorio colombiano y permaneció en la cárcel de Atlanta debido al Coronavirus.
Mancuso ha reconocido su participación en por lo menos 300 asesinatos, incluido el de una niña de 22 meses y se le atribuye la autoría como comandante de la masacre de Mapiripán en la que murieron veinte campesinos en estado de indefensión y la masacre de El Aro donde fueron asesinados otros 15 en 1997 y por la cual se le dictó una condena de 40 años de cárcel (no purgada por su sometimiento a la Ley de Justicia y Paz); igualmente es señalado por la masacre de la Gabarra en 1999 donde fueron asesinadas 35 personas y la Masacre de El Salado en febrero de 2000, donde fueron asesinadas más de 100 personas y es considerada una de las acciones más sanguinarias de las AUC. Mancuso confesó que el Bloque Catatumbo que él comandaba fue responsable de la muerte de cinco mil civiles y que las autodefensas habían infiltrado todas las ramas del poder público.
Mancuso es también acusado por el delito de narcotráfico por la corte del Distrito de Columbia, Estados Unidos, hechos por los cuales fue extraditado a ese país en 2008. La justicia italiana y la Guardia di Finanza de Milán también lo acusan de haber traficado con drogas en unión con la mafia calabresa.
Actualmente, Salvatore Mancuso, fue liberado de prisión tras cumplir su condena en Estados Unidos por narcotráfico. Fue nombrado como gestor de paz por el gobierno de Gustavo Petro en el marco de la política de Paz Total. Además se encuentra en libertad condicional.

## Biografía
Nació en Montería (Córdoba). Hijo de un inmigrante italiano proveniente de Nápoles Salvatore Mancuso D’Angiolella y una monteriana Gladys Gómez, es el segundo de seis hermanos. En Bogotá estudió algunos semestres de ingeniería civil en la Pontificia Universidad Javeriana y Administración agropecuaria en la Escuela de Formación Técnica Agrícola, sin haber culminado ninguna de estas carreras universitarias. En la Universidad de Pittsburgh, Pensilvania estudió inglés.

### Creación y militancia en las AUC

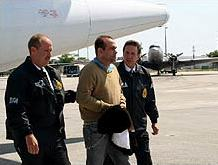
Mancuso en medio de dos agentes de la DEA después de ser extraditado a los Estados Unidos en 2008

Más tarde se consolidó como un importante e influyente hacendado del departamento de Córdoba. Ante la presencia del Ejército Popular de Liberación (EPL) en la región, se convirtió en informante de las Fuerzas Militares, especialmente del mayor Walter Fratini Lobaccio. Luego, el propio uniformado le sugirió que él y otros ganaderos de la zona debían armarse contra las organizaciones insurgentes. Posteriormente integró el grupo paramilitar denominado Autodefensas Campesinas de Córdoba y Urabá junto a Carlos Castaño, siendo su segundo al mando.
Tras la articulación de un mando conjunto del paramilitarismo colombiano en torno a lo que se denominó como las Autodefensas Unidas de Colombia (AUC), fue promovido por sus propios compañeros incluidos los hermanos Vicente y Carlos Castaño como jefe del estado mayor negociador de las AUC. Tras la misteriosa desaparición de Castaño, que después fue confirmado como asesinado por un ajuste de cuentas dentro de dicho movimiento, Mancuso se mantuvo en su cargo como el principal y más importante vocero de las AUC frente al proceso de desmovilización propuesto por el gobierno de Álvaro Uribe Vélez.
Su nombre ha estado involucrado en la conducción de al menos ocho grupos paramilitares que perpetraron numerosas masacres como la de Mapiripán.
También ha sido acusado de tráfico de drogas tanto por el gobierno de Colombia como por el de los Estados Unidos, quien solicitó su extradición. Mancuso estaba tan despreocupado por la orden de extradición que asistió a la ceremonia de desarme del Bloque Bananero el 24 de noviembre de 2004. La solicitud fue en principio aprobada por Bogotá, pero posteriormente suspendida condicionalmente dentro del marco de las negociaciones de desmovilización de las AUC. Mancuso se desmovilizó con el Bloque Catatumbo de las AUC el 10 de diciembre del 2004.
Tras su sometimiento al proceso de Justicia y Paz, fue extraditado el 13 de mayo de 2008 a Estados Unidos junto con otros 13 jefes paramilitares porque según el gobierno no cumplió con los compromisos establecidos por dicha ley.
Los ataques de las guerrillas del EPL a los latifundistas de la región tuvo como consecuencia la conformación de grupos armados al margen de la ley, pero que a la vez tenían la simpatía y el respaldo de algunos sectores del Estado, como miembros de la Fuerza Pública.
Uno de estos latifundistas que jugaría un papel determinante en la historia de la conformación de las Autodefensas Unidas de Colombia sería precisamente Salvatore Mancuso quien, como él mismo asegura, se unió en 1995:

"Habiendo agotado los medios verbales y escritos a su alcance, incluida su petición por carta al ministro de Defensa Fernando Botero Zea en 1995, para ser atendido y lograr eficaz protección por parte de las autoridades estatales, el próspero empresario ganadero y agricultor Salvatore Mancuso ingresó en 1995 a las ACCU (Autodefensas Campesinas de Córdoba y Urabá) y formó parte a partir de abril de 1997 de las nacientes AUC (Autodefensas Unidas de Colombia), las cuales se organizaron como agrupación político-militar ante la persistente agresión guerrillera y la ostensible debilidad del Estado nacional para asegurar la vida, honra y bienes de los ciudadanos".

Estos dos argumentos, el de defenderse de las "agresiones de la guerrilla" y "ante la debilidad institucional del Estado", serán desde entonces el principal discurso que presentarán como justificación a sus acciones.

### Proceso de paz
En el gobierno de Álvaro Uribe Vélez (2002.2010) sancionó la Ley 975 de 2005, conocida como "Ley de Justicia y Paz" y aprobada por el Congreso de la República de Colombia. El propósito de la Ley 975 era el de crear un marco jurídico viable para adelantar un proceso de desmovilización paramilitar y, finalmente guerrillero. Aunque la Ley tuvo numerosas objeciones por parte de grupos nacionales como aquellos representados por la izquierda colombiana y por observadores internacionales como las organizaciones del monitoreo de los derechos humanos, la Ley fue aprobada en el congreso sin embargo más tarde sería enmendada por la Corte Constitucional con modificaciones que exigían confesión plena a los paramilitares y una mayor compensación a las víctimas de sus acciones militares. En este contexto, el 16 de agosto de 2006 la policía adelantó los respectivos procesos de captura de 14 jefes de la cúpula militar de las AUC entre los cuales se encontraba Salvatore Mancuso, quien se entregó a la justicia colombiana para recibir los beneficios que de la Ley derivan. En ese entonces se encontró recluido en la Cárcel de Máxima Seguridad de Itagüí (Antioquia) junto a otros miembros de la cúpula militar de las AUC.

## Crímenes y condenas

### Fosas comunes
El proceso se abrió a un nuevo capítulo con la revelación de las fosas comunes en diferentes puntos de la geografía nacional, encontradas por la confesión de los mismos paramilitares acogidos al proceso de paz bajo la Ley 975. Las fosas comunes son sepulturas colectivas en donde los perpetradores de masacres depositaban los cadáveres de sus víctimas - un número promedio de 100 personas por fosa, según los registros de las mismas. Por ejemplo, en Mapiripán fue encontrada una fosa con 78 cadáveres, entre ellos había dos menores de edad, según reporte de El País. Tan sólo en Mapiripán (Meta), se espera la localización de al menos 400 cadáveres, lo que convierte a la zona en un auténtico campo de exterminio y genocidio.

### Narcotráfico
Según el banco de datos del MIPT  Mancuso ha sido acusado tanto por los Estados Unidos como por Colombia de actividades relacionadas con el tráfico de drogas:

"En adición a violencia terrorista, Mancuso está notoriamente asociado al tráfico de cocaína. Probablemente ha sido responsable por la exportación de más de 20 toneladas de cocaína a los Estados Unidos en los últimos años. Los EEUU han requerido a Salvatore Mancuso en extradición para enfrentar cargos por tráfico de drogas, pero el gobierno colombiano ha sostenido su posición de no extradición para continuar el proceso de paz".

El 24 de septiembre de 2002, el fiscal general de los EE. UU., John Ashcroft, declaró:

"Hoy, el Departamento de Justicia está haciendo cargos en contra de los líderes de las Autodefensas Unidas de Colombia por traficar más de 17 toneladas de cocaína hacia los Estados Unidos y Europa desde 1997... En el informe de incriminación, cinco cargos de narcotráfico fueron establecidos en contra del líder de las AUC Carlos Castaño y otros dos miembros del comando paramilitar, Salvatore Mancuso y Juan Carlos Sierra Ramírez... Los acusados enfrentarían penas tales como vivir en prisión si fueran encontrados culpables de los cargos".

Las AUC, lo que implica los jefes de su cúpula máxima, fueron oficialmente calificados como grupo de narcotraficantes según la "Foreign Narcotics Kingpin Designation Act", una ley del gobierno de los Estados Unidos que declara quiénes o qué tipo de organizaciones son narcotraficantes emitida el 2 de junio de 2003.

### Confesión
El 19 de diciembre de 2006, Mancuso confesó 87 actos criminales y 336 víctimas, siendo el primero de la alta cúpula de las AUC que lo hacía. En el proceso judicial realizado en Medellín ante un juez de justicia y paz, los periodistas no fueron admitidos, pero sí víctimas o parientes de las víctimas los cuales presenciaron el acto por medio de un circuito cerrado de televisión. Los crímenes reconocidos por Mancuso fueron los siguientes:

#### Masacres
- Alejandra Camargo Cabrales (1993-1996) Fue una niña inocente hija de Alyda Cabrales asesinada por las AUC por mandato de Salvatore Mancuso y después Bajo el Gobierno de Álvaro Uribe se llevó el caso como caso 5000 de la fiscalía general de la nación.
- Masacre de El Aro: En dicha masacre localizada en el municipio de Ituango (Antioquia) y cometida en octubre de 1997, perdieron la vida 15 personas. Mancuso incriminó además al general del Ejército Alfonso Manosalva (murió en 1997), el cual estuvo implicado en otros actos de genocidio. Mancuso aseguró que las víctimas habían muerto en combate y que eran miembros de la guerrilla, hecho que contradice una anterior incriminación in absentia que presenta pruebas de tortura de las víctimas.

- Masacre de El Salado: Mancuso admitió la planificación de la masacre de El Salado, municipio de El Carmen de Bolívar (Departamento de Bolívar) en el que murieron 100 personas y en la cual estuvo implicado, según testimonio de Mancuso, el vicealmirante de la Marina Rodrigo Quiñonez.

- Después de más de 6 años de investigaciones, la Procuraduría General de la Nación mediante Sentencia del 23 de diciembre de 2004, debidamente ejecutoriada, resolvió Sancionar al Coronel Carlos Alberto Sánchez García como autor responsable de la falta grave establecida en el numeral 39 del art. 59 de la Ley 836 de 2003 (Eludir la responsabilidad inherente a las funciones de Comando);  y al Capitán de Corbeta Héctor Martín Pita Vásquez, quien actuaba como Comandante de la Compañía Orca del Batallón de Contraguerrillas n.º 31, de la Infantería de Marina de la Armada Nacional, con separación absoluta de las Fuerzas Militares e Inhabilidad General por el término de 10 años, como autor responsable de la falta gravísima dolosa establecida en el numeral 14, del art. 58 de la Ley 836 de 2003 (“No entrar en combate, pudiendo y debiendo hacerlo; ocultarse o simular enfermedad para rehuirlo, retirarse indebidamente o incitar a la huida injustificada, dejar de perseguir al enemigo, estando en capacidad de hacerlo con las fuerzas a su mando, o no prestar el auxilio, apoyo o abastecimiento requerido, cuando tenga posibilidad de hacerlo”).

- La Procuraduría General de la Nación también resolvió absolver de toda responsabilidad disciplinaria al teniente coronel de I.M. Harold Mantilla Serrano, comandante del Batallón de Fusileros de Infantería de Marina n.º 5 (Bafim5).

- Durante la investigación disciplinaria se estableció que a este oficial le fue jurídica, material y geográficamente imposible defender el corregimiento de El Salado cuando fue atacado, ya que, desde meses antes y por órdenes específicas de sus superiores, las tropas del Bafim5, habían sido reubicadas en otros municipios amenazados por la subversión y las autodefensas.

- Así mismo se estableció que, al mismo tiempo, la defensa y protección de los habitantes de El Salado (y de todo el Municipio del Carmen de Bolívar), fue entregada, y quedó bajo la responsabilidad y a cargo del Comandante del Batallón de Contraguerrillas N.º 31 (Bacim31), y de sus tropas, por lo que, en consecuencia, era a este Oficial y a sus soldados, a quienes les correspondía la protección y defensa de sus habitantes.

- Masacre de Mapiripán: Admitió la planeación de la Masacre de Mapiripán (Meta), la cual se constituyó en el primer acto genocida de los paramilitares en el sur de Colombia. El testimonio de Mancuso implicó la colaboración del coronel del Ejército Nacional Lino Sánchez quien recibió una condena de 40 años por esta atrocidad y no mencionó al general Jaime Uscátegui.

#### Corrupción de autoridades
Mancuso confesó además la corrupción de autoridades civiles y militares para permitir las operaciones de los paramilitares en diferentes áreas del país. Según sus palabras, para el tiempo en que se dio la desmovilización en diciembre de 2004, estaba pagando US$250.000 a la policía y al ejército.
- Danilo González: Mancuso implicó al coronel Danilo González del cual dijo había sido el principal contacto entre las AUC y las fuerzas de seguridad. Este González, quien fue asesinado en marzo de 2004, fue además un estrecho colaborador de los agentes federales antidroga de los Estados Unidos. Sin embargo, EE. UU. ya había incriminado a González con las mafias para el tiempo de la declaración.[33]

- Mayor Wálter Fratinni: También muerto, implicado como colaborador de los paramilitares.

- Fiscal Ana María Flórez: Mancuso incriminó a la fiscal Flórez, que trabajaba como tal en Norte de Santander y que vive en Canadá, de quien dijo suministraba el nombre de colegas que, a su juicio, ayudaban a las guerrillas: "Todo el que ella mencionaba, era asesinado".[32]

#### Interferencias democráticas
Mancuso confesó que los paramilitares llevaron actos de interferencia electoral ordenando a la población a votar por Horacio Serpa, candidato del Partido Liberal en la primera ronda de las elecciones presidenciales de 1998 y por Álvaro Uribe Vélez en las elecciones de 2002. En respuesta a esta confesión, el político Serpa respondió así a El Tiempo:

""Ahora, que el paramilitarismo me apoyó a mí en el 98, eso es un chiste. Yo he sido el principal contendor de los 'paras' en los últimos 20 años. ¿Quién va a creer que un grupo ilegal va a apoyar a un candidato en la primera vuelta para que gane y gana y luego apoya a otro candidato para la segunda vuelta? Eso es un cuento de Mancuso para comprometer a todo el mundo y llegar a la conclusión de que nadie es culpable y para proteger al gobierno de Uribe, porque Mancuso depende de Uribe, porque lo apoyaron en el 2002 y en el 2006".

#### Magnicidios
Mancuso confesó la planeación, intento y ejecución de algunos magnicidios de personajes de la vida política colombiana como los siguientes:
- Wilson Borja: Este líder de la Unión de los Trabajadores y posteriormente congresista, recibió un atentado en diciembre de 2000 en Bogotá. Sin embargo, Borja diría posteriormente a El Colombiano que la auto-implicación de Mancuso en su intento de asesinato era un convenio entre el Ejército (del cual había ya algunos militares acusados por el suceso) y los paramilitares:

"El quiere aprovecharse de un caso muy conocido, como el mío, para decir que está diciendo la verdad. La realidad es que los militares organizaron todo y le pidieron ayuda a los paramilitares".

- Kimy Pernía Domicó: Este líder de la comunidad indígena Embera-Katíos de Córdoba fue secuestrado por dos hombres en moto en una calle de Tierralta (Córdoba), el 2 de junio de 2001.[36] Su cuerpo nunca apareció. Años después, dentro del proceso de Justicia y Paz, Mancuso reconoció haber ordenado su secuestro y posterior desaparición, y manifestó que tal acción se llevó a cabo por ser Pernía un infiltrado de la guerrilla dentro de la comunidad indígena. Al respecto, la Organización Nacional Indígena de Colombia (ONIC) dijo a El Colombiano:

"A pesar de nuestros insistentes reclamos nunca tuvieron, hasta ahora, el valor de decirnos la verdad, siempre lo negaron. Rechazamos que se justifique el asesinato de un sabio como Kimy. Sus actuaciones por la defensa del pueblo embera katío y el medio ambiente siempre fueron públicas (...) Él no era de las Farc y con ese grupo también tuvo problemas porque siempre rechazó el uso de la armas"

- Aury Sara Marruego: Mancuso confesó el asesinato de la presidenta de la Unión Sindical Obrera (USO) de Cartagena de Indias en 2000, cuyo cuerpo presentó signos de tortura.

- Luís Orozco Serrano: Admitió el asesinato del líder sindical de la "Asociación Nacional de Trabajadores y Servidores Públicos de la Salud" (ANTHOC) de Barranquilla, hecho por el cual otro paramilitar, Rodrigo Tovar ya había sido incriminado. Con relación a este magnicidio, Mancuso dijo que Orozco fue asesinado no por su posición de izquierda, sino porque iba a revelar información acerca del pago de dineros de parte del sistema de salud nacional a los paramilitares.

- Alcaldes: Admitió el asesinato de diferentes alcaldes como Henry Tafur de San Martín de Loba (Bolívar), Carlos Quiroz de San Jacinto (Bolívar), Eudaldo Díaz (El Roble, Sucre), Pauselino Camargo de Cúcuta, Héctor Acosta de Tierralta, Córdoba, (junto a su esposa quien tenía ocho meses de embarazo), el concejal Bernabé Sánchez de Tibú y el poeta, exalcalde de Tibú y candidato a la Gobernación de Norte de Santander, Tirso Vélez (2003).
- Concejales. Admitió el asesinato del Concejal OSCAR ENRIQUE NIÑO RAMIREZ del municipio de Gramalote Norte de Santander, hechos ocurridos el 13 de enero de 2001.

### Acusaciones contra Juan Manuel Santos
El 15 de mayo de 2007 el exjefe paramilitar Salvatore Mancuso, en el marco del proceso de sometimiento a la ley de justicia y paz, declaró en versión libre que Santos le había propuesto a Carlos Castaño una alianza para derrocar al entonces presidente Ernesto Samper y un cese bilateral al fuego en un acuerdo mancomunado con los grupos guerrilleros. Dichos señalamientos no eran nuevos ya que Samper había acusado a Santos de conspirador durante su gobierno; las declaraciones de Mancuso revivieron la polémica y fueron respaldadas por sectores de la guerrilla del ELN quienes adelantaban conversaciones de Paz con el gobierno Uribe en Cuba desde donde aseguraron que Santos planeaba un Golpe de Estado apoyado por algunas élites. Como Ministro de Defensa, Santos negó las acusaciones y dijo que él sí conversó con los grupos armados y que quería que Samper dejara el gobierno pero que nunca propuso derrocarlo. Por este hecho y por un escándalo sobre escuchas ilegales por parte de la inteligencia policial, así como por realizar polémicas declaraciones que han deteriorado las relaciones con Venezuela, los partidos de oposición al gobierno y el partido Cambio Radical perteneciente a la coalición uribista, propusieron en el Congreso una moción de censura que fue debatida en diferentes sesiones. El 13 de junio de 2007, la moción fue votada en el congreso siendo favorable para Santos después de que el Partido Cambio Radical, revirtiera su decisión de apoyar la moción.

### Comunicados
Salvatore Mancuso dirigía desde la cárcel una página web permanentemente actualizada que era su principal medio de comunicación para entrar en contacto con la opinión pública y que era fuente permanente no sólo de información sino de estudio para comprender la psicología de los grupos paramilitares del país suramericano.[cita requerida] Inicialmente manifestó su intención de permanecer leal a los compromisos con el gobierno y a la propuesta de lo que en Colombia se conoce como un "programa de reconciliación nacional", una experiencia ya vivida en otras etapas de la historia colombiana. Al respecto dijo:

"Invitamos a todos los Partidos Políticos y a todo el pueblo Colombiano, a que juntos nos sumemos a la construcción de este Gran Acuerdo Nacional por la Paz y la Reconciliación que hoy se ha propuesto"

La "reconciliación nacional" es presentada por Mancuso como la única salida a la crisis de un país moldeado por más de cuatro décadas en una sucesión de conflictos armados:

"La coyuntura es supremamente grave. Ningún proceso de paz tendrá sentido ni futuro, si todos los actores del mismo y los propios ciudadanos no realizamos un sincero y profundo gesto de reconciliación que nace, inevitablemente, de una exhaustiva labor de autocrítica sobre nuestros comportamientos presentes y pasados."

En un comunicado dirigido al presidente Uribe, Mancuso exigió la definición de la situación jurídica como garantía para participar dentro de la contienda política de su país, reitera su intención de continuar en el proceso de paz y ratifica "los compromisos políticos, sociales y jurídicos" asumidos después de la desmovilización.
Pero el senador Gustavo Petro, líder de un movimiento político de izquierda (Polo Democrático Alternativo) y uno de los principales críticos del proceso de paz adelantado por el presidente Uribe, asegura que el proceso de paz en Colombia debería estar en manos de una Corte Penal Internacional.
Otro obstáculo evidente es la falta de credibilidad que las políticas del presidente Uribe tiene entre los intelectuales de izquierda en Colombia y la cual Mancuso señala:

"Es que alguna parte importante del País, azuzada por la oposición, considera que cuando Usted defiende el proceso de paz con las AUC está defendiendo a las autodefensas, cuando una cosa es el proceso de paz y otra cosa son las autodefensas. A nuestro modo de ver somos los desmovilizados de las autodefensas quienes debemos defender políticamente nuestras posiciones, y si ello nos hace aparecer para algunos como ‘uribistas’ esto finalmente no es tan grave para Usted y para la gobernabilidad del País, como la situación inversa planteada más arriba y que se ha convertido en un latiguillo constante y punzante, totalmente injusto, por parte de la oposición a su gobierno."

Por su parte, la posición del senador Gustavo Petro al respecto es que el presidente Uribe está polarizado en el conflicto a favor de los paramilitares:

"Durante el debate, mi tesis fue que la política de seguridad de Uribe en aquella época, al igual que hoy como presidente, estaba enfocada exclusivamente a luchar contra la insurgencia, concretamente contra las FARC [primera guerrilla de Colombia], y descuidó la lucha contra una forma de terrorismo peor, que es el paramilitarismo. Hasta el punto de que los grupos llamados Convivir, formados por hacendados para luchar contra los guerrilleros, fueron creados por decreto nacional y desarrollados en Antioquia por el gobernador Uribe. La relación de estos grupos con los paramilitares es clara: el 35% de sus juntas directivas estaba formado por personas que se habían dedicado al narcotráfico o al paramilitarismo en algún momento. Mi denuncia es que la política aplicada por Uribe en Antioquia es la misma que aplica hoy en el país. Y mantengo que la dotación de funciones policiales y militares a civiles para operaciones contrainsurgentes deriva necesariamente en grupos paramilitares y de narcotráfico."

### Extradición
En horas de la madrugada del martes 13 de mayo de 2008, el Gobierno colombiano ordenó la extradición de Mancuso y otros 12 jefes paramilitares y un narcotraficante a Estados Unidos, todos ellos acusados por tráfico de drogas.
Entre los extraditados estaban Rodrigo Tovar Pupo alias 'Jorge 40', Diego Fernando Murillo alias 'Don Berna', Hernán Giraldo Serna alias 'Pablo Sevillano' y Ramiro 'Cuco' Vanoy.
El listado también incluía a Eduardo Enrique Bengoechea y Francisco Javier Zuluaga alias 'Gordolindo'.
Según el gobierno colombiano los paramilitares habían incumplido los compromisos de la Ley de Justicia y Paz, en particular la entrega de bienes para la reparación de sus víctimas. Además, han dicho que todos han mentido en sus versiones libres ante las autoridades.
Posiblemente sea deportado a Italia, al poseer nacionalidad de ese país.

### Liberación desde Estados Unidos
Mancuso fue liberado luego de cumplir una pena de 15 años por narcotráfico en Estados Unidos y retorno a Colombia en febrero de 2024 para enfrentar cargos con la justicia colombiana , se encuentra recluido en la  Cárcel La Picota. Salvatore Mancuso solicitara al gobierno venezolano que buscarán cuerpos de desaparecidos que escondieron en la frontera de Venezuela para que desapareciera su rastro entre 1997 y 2005, ahora quiere ejercer como “gestor de paz” y con cierto cinismo invita al expresidente Alvaro Uribe a dialogar.

## Declaraciones ante la JEP de 2023
En mayo de 2023, Salvatore Mancuso fue requerido para declarar ante la Justicia Especial para la Paz (JEP), con el fin de evaluar si es admitido dentro de la jurisdicción. En sus declaraciones de 28 horas reveló temas como: 
Reiteró algunas de las acusaciones que ha formulado en años anteriores como la acusación contra el exvicepresidente de Colombia, Francisco Santos Calderón que según Mancuso solicitó a las Autodefensas Unidas de Colombia la creación de un bloque paramilitar para Bogotá o Bloque Capital de las AUC.
Mencionó al empresario William Vélez Sierra y al clan Gnecco Cerchar como colaboradores y financiadores de los paramilitares, además de operaciones conjuntas con la Fuerza Pública, nombrando miembros de la misma como  Alfonso Manosalva Flórez, Julio César Charry Solano, Fernando Roa Cuervo, Alberto Bravo Silva, Rodrigo Quiñonez Cárdenas, Ricardo Díaz Granados Mantilla, Publio Hernán Mejía entre otros implicados en varias masacres. Las masacres de La Granja y El Aro las planificaron desde la Cuarta Brigada del Ejército Nacional, en la gobernación de Antioquia cuando era gobernador Álvaro Uribe.
Además mencionó a varias empresas y multinacionales que habrían financiado operaciones paramilitares, entre ellas Bavaria, Postobón, Ecopetrol, Coca Cola, Chiquita Brands, Drummond, Termotasajero entre otras.
Habló sobre las relaciones con el Departamento Administrativo de Seguridad (DAS), desde 1988 mencionando a varios de sus funcionarios y quienes contribuyeron a las operaciones de los paramilitares.
Mencionó la falsa desmovilización de miembros de disidencias del Ejército Popular de Liberación (EPL) en 1996, con complicidad del gobierno de Ernesto Samper. La existencia de fosas comunes en Venezuela, en acciones del Bloque Catatumbo de las AUC.  Igualmente mencionó apoyo paramilitar a las campañas presidenciales de Andrés Pastrana y de Horacio Serpa en 1998 y a la de Álvaro Uribe en 2002.
Emitió declaraciones sobre varios asesinatos, entre ellos, el de Jaime Garzón, que habría sido ordenado por altos mandos militares, el del alcalde de El Roble (Sucre) Eudaldo Díaz en 2003, donde fue condenado el entonces gobernador Salvador Arana, el de Jesús María Valle y reconoció los asesinatos de periodistas de Córdoba,  cómo también los de estudiantes y profesores de la Universidad de Córdoba cómo José Antonio Alzate, Misael Díaz Ursola, William Aguirre, Hugo Iguarán, René Cabrales Sosa, Claudio Manuel Pérez, Álvaro Taborda, Javier Galarcio Polo. Expuso sobre los planes para asesinar a Álvaro Leyva, Gustavo Petro, y Piedad Córdoba quienes estuvieron en los listados del DAS, elaborados por José Miguel Narváez ex director del DAS. Además de la propuesta de políticos venezolanos a Carlos Castaño de derrocar o asesinar a Hugo Chávez. Señaló la participación de Félix Gutiérrez Córdoba, actual alcalde de Buenavista (Córdoba) en la Masacre de La Mejor Esquina.
Mancuso tiene 30 días para aportar pruebas sobre sus declaraciones y además la JEP estudiará las posibilidades de acoger a esa jurisdicción. Estas declaraciones han generado reacciones de los políticos mencionados la mayoría han negado las declaraciones y otros han señalado a otros políticos de reunirse con Mancuso.